# Gabry Ponte
Gabriele "Gabry" Ponte, född 20 april 1973 i Moncalieri, är en italiensk DJ, känd för att varit en av medlemmarna i musikgruppen Eiffel 65.
Ponte har arbetat med bland andra Bliss Team, DJ Gundam, och Sangwara. Ponte har gjort remixer på ett flertal populära danslåtar, däribland Haiduciis Dragostea din tei och Gianni Tognis Giulia. Ponte lämnade Eiffel 65 för att satsa på en solokarriär. 2007 släppte han EP:n "Love Songs in the Digital Age According to Gabry Ponte", som inkluderar den nya låten "the Point Of No Return".
Vid Eurovision Song Contest 2025 i Basel representerade Ponte San Marino med låten "Tutta l’Italia". Låten slutade på sista plats i finalen.
Bland musik han producerat, kan bland annat hiten "Geordie" nämnas, framförd av den italienska sångerskan Stefania Povesan.

## Diskografi

### EP
- Modern Tech Noises According to Gabry Ponte (2006)

Låtlista
- - Electro Muzik is Back
  - U.N.D.E.R.G.R.O.U.N.D.
- Love Songs in the Digital Age according to Gabry Ponte (2007)

Låtlista
- - Now & Forever
  - The Point of No Return
  - The Point of No Return (Bufalo & D-Deck Remix)
  - La Libertà (Hard Love Remix)
  - Geordie (Eurotrance Remix)

### Album
- Gabry Ponte (2002)
- Dr. Jekyll and Mr. DJ (2004)
- Gabry2o (2008)
- Gabry2o Volume 2 (2009)